# 141 км
141 км — населённый пункт в Тогучинском районе Новосибирской области России. Входит в состав Заречного сельсовета.

## География
Площадь населённого пункта — 8 гектаров.

## Население
| 2002 | 2007 | 2010 |
| ---- | ---- | ---- |
| 14   | ↗17  | ↘16  |

## Улицы
В населённом пункте имеется одна улица — Гарина-Михайловского.

## Инфраструктура
В населённом пункте по данным на 2007 год отсутствует социальная инфраструктура.